# 西陂站
西陂站位于福建省漳州市华安县湖林乡湖林村，车站作为会让站建于1965年，以增加鹰厦线的运输能力。距鹰潭站550公里，距厦门站144公里。现为五等站。现车站仅办理鹰厦铁路列车通过及避让业务，不办理客货运业务。